# Скэнлэн, Джон
Джон Джозеф Скэнлэн (англ. John Joseph Scanlan, 19 октября 1890 — 6 декабря 1962) — австралийский офицер.

## Биография
Родился в 1890 году в южном пригороде Мельбурна. По окончании колледжа работал в таможенном департаменте. В 1910 году вступил в Гражданские вооружённые силы, через два года был произведён в сержанты, а в июле 1913 года стал 2-м лейтенантом.
После начала Первой мировой войны пошёл добровольцем в Австралийские имперские силы, был зачислен в новый 7-й батальон. Вместе с батальоном был переброшен в Египет, а 25 апреля 1915 года был среди первых высадившихся на Галлиполийском полуострове. 8 мая 1915 года получил ранение в грудь, и был эвакуирован в Египет. После годичного лечения в Египте и Австралии вновь отправился на фронт в составе 59-го батальона, участвовал в битве при Форммелес, 1 ноября 1916 года был произведён в капитаны, а 20 февраля 1917 года — в майоры, занимал должности в штабах бригады и дивизии. В январе 1918 года некоторое время командовал 57-м батальоном, 6 февраля 1918 года был произведён в подполковники и стал командиром 59-го батальона. Под его командованием батальон участвовал в Амьенском сражении, битве при горе Сен-Кантен и битве на канале Сен-Кантен. После этих сражений батальон был выведен на отдых, и пока он находился в резерве — война закончилась. В 1919 году Скэнлэн вернулся в Австралию, будучи награждённым британским орденом «За выдающиеся заслуги» и французским орденом Почётного легиона, и 1 августа 1919 года его служба в Австралийских имперских силах завершилась.
В 1920-х годах Джон Скэнлэн занимался фермерством у себя на родине, в 1936 переехал на Тасманию, где стал заместителем начальника тюрьмы в Хобарте.
После начала Второй мировой войны Джон Скэнлэн был призван из офицерского резерва и поставлен во главе 6-го гарнизонного батальона. В марте 1941 года он был поставлен во главе сил, предназначенных для обороны островов Новая Британия и Новая Ирландия в случае японского вторжения. Однако в ходе битвы за Рабаул в начале 1942 года эти войска были смяты японцами, а сам Джон Скэнлэн попал в плен, где и провёл всю войну.
В 1946 году Джон Скэнлэн вернулся на Тасманию и стал начальником Хобартской тюрьмы.